# Watertown (South Dakota)
Watertown ist eine Stadt im US-Bundesstaat South Dakota und Verwaltungssitz (County Seat) des Codington County. Das U.S. Census Bureau hat bei der Volkszählung 2020 eine Einwohnerzahl von 22.655 ermittelt.

## Geografie
Watertown liegt am Big Sioux River und an zwei großen Seen, dem Pelican Lake und dem Lake Kampeska. Der größte Teil von Watertown liegt auf einem kurzen Plateau.

## Geschichte
Watertown wurde 1879 als Eisenbahnendstation gegründet, als die Chicago & Northwestern Railroad einen Teil einer von ihr errichteten Strecke zum Lake Kampeska reaktivierte. Trotz der Prominenz von Flüssen und Seen in der Gegend wurde die Stadt nach Watertown, New York, der Heimatstadt der Brüder John E. Kemp und Oscar P. Kemp, zwei der Stadtgründer, benannt. Der Name der Stadt sollte ursprünglich Kampeska lauten.
In den 1880er Jahren florierte Watertown als Verkehrsknotenpunkt, nachdem die Eisenbahnen weiter nach Westen ausgebaut worden waren. Zusammen mit mehreren anderen Städten war Watertown ein Kandidat für die Hauptstadt des neuen Staates South Dakota, verlor aber gegen das zentraler gelegene Pierre. Die Zeitung der Stadt, die Watertown Public Opinion, begann 1887 zu erscheinen.
Mitte des 20. Jahrhunderts wurde die Interstate 29 durch den Osten von South Dakota gebaut. Die Route beinhaltete eine leichte Kurve, um die Interstate näher an Watertown heranzubringen. Der Bau der Interstate war ein großer wirtschaftlicher Vorteil für die größeren Gemeinden entlang ihrer Route, einschließlich Watertown.

## Demografie
Nach der Schätzung von 2019 leben in Watertown 22.174 Menschen. Die Bevölkerung teilte sich im selben Jahr auf in 93,5 % Weiße, 1,0 % Afroamerikaner, 2,7 % amerikanische Ureinwohner, 0,5 % Asiaten, 0,1 % Ozeanier und 2,2 % mit zwei oder mehr Ethnizitäten. Hispanics oder Latinos aller Ethnien machten 2,8 % der Bevölkerung aus. Das mittlere Haushaltseinkommen lag bei 50.971 US-Dollar und die Armutsquote bei 14,7 %.
| Jahr | Einwohner¹ |
| ---- | ---------- |
| 1950 | 12.699     |
| 1960 | 14.077     |
| 1970 | 13.388     |
| 1980 | 15.649     |
| 1990 | 17.592     |
| 2000 | 20.237     |
| 2010 | 21.482     |
| 2020 | 22.655     |

¹ 1950 – 2020: Volkszählungsergebnisse

## Bildung
Watertown hat zwei Institutionen, die postsekundäre Bildung anbieten. Das Lake Area Technical Institute ist eine öffentliche technische Schule, die als Community College klassifiziert ist und Abschlüsse in Bereichen wie Landwirtschaft, Krankenpflege und Schweißen anbietet. Außerdem gibt es einen Satellitencampus des Mount Marty College, einer privaten katholischen Schule mit Sitz in Yankton.

## Infrastruktur
Die Interstate 29 bedient Watertown an den Ausfahrten 177 und 180. Auch der U.S. Highway 81 und der U.S. Highway 212 führen durch die Stadt. Watertown hat auch einen Flughafen, den Watertown Regional Airport, der von einer kommerziellen Fluggesellschaft angeflogen wird.

## Söhne und Töchter der Stadt
- George R. Mather (1911–1993), Viersternegeneral der United States Army
- Siegfried Schoenbohm (1938–2006), US-amerikanisch-deutscher Opernregisseur
- Lee Raymond (* 1939), Manager
- Kristi Noem (* 1971), Politikerin und Gouverneurin von South Dakota